# جایمه ماتاراتزو
جایمه ماتاراتزو (انگلیسی: Jayme Matarazzo؛ زادهٔ ۲۰ نوامبر ۱۹۸۵) یک هنرپیشه اهل برزیل است.